# 宮崎車之助
宮崎 車之助（みやざき しゃのすけ、1839年（天保10年） - 1876年（明治9年）10月31日）は、幕末から明治時代の初期の秋月藩士、士族。秋月の乱の秋月党幹部。今村百八郎の兄。弟に宮崎哲之介。